# Grande Prêmio do Canadá de 1999
Resultados do Grande Prêmio do Canadá de Fórmula 1 realizado em Montreal à 13 de junho de 1999. Foi a sexta etapa da temporada e teve como vencedor o finlandês Mika Häkkinen.

## Resumo
Esta corrida foi lembrada por 3 acidentes envolvendo campeões da categoria: Damon Hill (Jordan-Mugen/Honda), Michael Schumacher (Ferrari) e Jacques Villeneuve (BAR-Supertec) bateram no muro da reta dos boxes, que tornaria-se conhecido, a partir de então, como "Muro dos Campeões". O brasileiro Ricardo Zonta, companheiro de Villeneuve na BAR, também bateu no mesmo lugar.
Primeiro abandono de Michael Schumacher na temporada antes do acidente sofrido no Grande Prêmio da Grã-Bretanha de 1999, do qual foi quebra as suas 2 pernas na volta 1 com começo de bandeira vermelha.
Um acidente com o alemão Heinz-Harald Frentzen, da Jordan, forçou a utilização do Safety car, garantindo a vitória de Mika Häkkinen (McLaren-Mercedes). Giancarlo Fisichella (Benetton-Playlife) e Eddie Irvine (Ferrari), que fez a volta mais rápida, fecharam o pódio.

## Classificação

### Treino classificatório
| Pos.   | Nº | Piloto                | Construtor         | Volta    | Diferença |
| ------ | -- | --------------------- | ------------------ | -------- | --------- |
| 1      | 3  | Michael Schumacher    | Ferrari            | 1:19.298 |           |
| 2      | 1  | Mika Häkkinen         | McLaren-Mercedes   | 1:19.327 | + 0.029   |
| 3      | 4  | Eddie Irvine          | Ferrari            | 1:19.440 | + 0.142   |
| 4      | 2  | David Coulthard       | McLaren-Mercedes   | 1:19.729 | + 0.431   |
| 5      | 16 | Rubens Barrichello    | Stewart-Ford       | 1:19.930 | + 0.632   |
| 6      | 8  | Heinz-Harald Frentzen | Jordan-Mugen/Honda | 1:20.158 | + 0.860   |
| 7      | 9  | Giancarlo Fisichella  | Benetton-Playlife  | 1:20.378 | + 1.080   |
| 8      | 11 | Jean Alesi            | Sauber-Petronas    | 1:20.459 | + 1.161   |
| 9      | 19 | Jarno Trulli          | Prost-Peugeot      | 1:20.459 | + 1.259   |
| 10     | 17 | Johnny Herbert        | Stewart-Ford       | 1:20.829 | + 1.531   |
| 11     | 10 | Alexander Wurz        | Benetton-Playlife  | 1:21.000 | + 1.702   |
| 12     | 5  | Alessandro Zanardi    | Williams-Supertec  | 1:21.076 | + 1.778   |
| 13     | 6  | Ralf Schumacher       | Williams-Supertec  | 1:21.081 | + 1.783   |
| 14     | 7  | Damon Hill            | Jordan-Mugen/Honda | 1:21.094 | + 1.796   |
| 15     | 18 | Olivier Panis         | Prost-Peugeot      | 1:21.252 | + 1.954   |
| 16     | 22 | Jacques Villeneuve    | BAR-Supertec       | 1:21.302 | + 2.004   |
| 17     | 23 | Ricardo Zonta         | BAR-Supertec       | 1:21.467 | + 2.169   |
| 18     | 12 | Pedro Paulo Diniz     | Sauber-Petronas    | 1:21.571 | + 2.273   |
| 19     | 15 | Toranosuke Takagi     | Arrows             | 1:21.693 | + 2.395   |
| 20     | 14 | Pedro de La Rosa      | Arrows             | 1:22.613 | + 3.315   |
| 21     | 20 | Luca Badoer           | Minardi-Ford       | 1:22.808 | + 3.510   |
| 22     | 21 | Marc Gené             | Minardi-Ford       | 1:23.387 | + 4.089   |
| Fonte: |    |                       |                    |          |           |

### Corrida
| Pos.   | Nº | Piloto                | Equipe             | Voltas | Tempo/Diferença   | Grid | Pontos |
| ------ | -- | --------------------- | ------------------ | ------ | ----------------- | ---- | ------ |
| 1      | 1  | Mika Häkkinen         | McLaren-Mercedes   | 69     | 1:41:35.727       | 2    | 10     |
| 2      | 9  | Giancarlo Fisichella  | Benetton-Playlife  | 69     | + 0.782           | 7    | 6      |
| 3      | 4  | Eddie Irvine          | Ferrari            | 69     | + 1.797           | 3    | 4      |
| 4      | 6  | Ralf Schumacher       | Williams-Supertec  | 69     | + 2.392           | 13   | 3      |
| 5      | 17 | Johnny Herbert        | Stewart-Ford       | 69     | + 2.805           | 10   | 2      |
| 6      | 12 | Pedro Paulo Diniz     | Sauber-Petronas    | 69     | + 3.711           | 18   | 1      |
| 7      | 2  | David Coulthard       | McLaren-Mercedes   | 69     | + 5.004           | 4    |        |
| 8      | 21 | Marc Gené             | Minardi-Ford       | 68     | + 1 volta         | 22   |        |
| 9      | 18 | Olivier Panis         | Prost-Peugeot      | 68     | + 1 volta         | 15   |        |
| 10     | 20 | Luca Badoer           | Minardi-Ford       | 67     | + 2 voltas        | 21   |        |
| 11     | 8  | Heinz-Harald Frentzen | Jordan-Mugen/Honda | 65     | Falha nos freios  | 6    |        |
| Ret    | 5  | Alessandro Zanardi    | Williams-Supertec  | 50     | Falha nos freios  | 12   |        |
| Ret    | 15 | Toranosuke Takagi     | Arrows             | 41     | Transmissão       | 19   |        |
| Ret    | 22 | Jacques Villeneuve    | BAR-Supertec       | 34     | Spun-off          | 16   |        |
| Ret    | 3  | Michael Schumacher    | Ferrari            | 29     | Spun-off          | 1    |        |
| Ret    | 14 | Pedro de La Rosa      | Arrows             | 22     | Transmissão       | 20   |        |
| Ret    | 7  | Damon Hill            | Jordan-Mugen/Honda | 14     | Spun-off          | 14   |        |
| Ret    | 16 | Rubens Barrichello    | Stewart-Ford       | 14     | Falhas na direção | 5    |        |
| Ret    | 23 | Ricardo Zonta         | BAR-Supertec       | 2      | Spun-off          | 17   |        |
| Ret    | 11 | Jean Alesi            | Sauber-Petronas    | 0      | Acidente          | 8    |        |
| Ret    | 19 | Jarno Trulli          | Prost-Peugeot      | 0      | Acidente          | 9    |        |
| Ret    | 10 | Alexander Wurz        | Benetton-Playlife  | 0      | Transmissão       | 11   |        |
| Fonte: |    |                       |                    |        |                   |      |        |

## Tabela do campeonato após a corrida
| Pos. | Piloto                | Pontos |
| ---- | --------------------- | ------ |
| 1    | Mika Häkkinen         | 34     |
| 2    | Michael Schumacher    | 30     |
| 3    | Eddie Irvine          | 25     |
| 4    | Heinz-Harald Frentzen | 13     |
| 5    | Giancarlo Fisichella  | 13     |

| Pos. | Construtor         | Pontos |
| ---- | ------------------ | ------ |
| 1    | Ferrari            | 55     |
| 2    | McLaren-Mercedes   | 46     |
| 3    | Jordan-Mugen/Honda | 16     |
| 4    | Benetton-Playlife  | 14     |
| 5    | Williams-Supertec  | 12     |

- Nota: Somente as primeiras cinco posições estão listadas.